# Kozice (Wałbrzych)
Kozice (niem. Neu Kraußendorf) – położona w północno-wschodniej części miasta dzielnica Wałbrzycha.
Według danych z Urzędu Miejskiego w Wałbrzychu na 16 kwietnia 2014 roku dzielnice Rusinowa i Kozice zamieszkuje 2554 osób

## Położenie
Rozciąga się wzdłuż ul. Strzegomskiej, będącej częścią drogi wojewódzkiej nr 379, łączącej Wałbrzych ze Świdnicą. Oprócz niej znajdują się tu ulice: Świerkowa, Złota i Zagórzańska.
Przez Kozice przebiega niebieski szlak turystyczny E3 z Wałbrzycha do Zagórza Śląskiego, będący częścią Europejskiego długodystansowego szlaku pieszego E3
Dzielnica skomunikowana jest z centrum Wałbrzycha linią autobusową nr 11.

## Historia
W 1776 roku powstała w Kozicach kopalnia "Weissig", a w 1779 kopalnia "Joseph". Obecnie dzielnica ma charakter osiedla mieszkaniowego, zabudowanego głównie domami jednorodzinnymi, ze słabo rozwiniętymi usługami i infrastrukturą. Funkcjonuje tu Miejski Ośrodek Wychowawczy im. Marii Grzegorzewskiej.
W latach 1945–54 stanowiła (z Rusinową) gromadę Rusinowa w gminie Jedlina Zdrój. 1 stycznia 1951 (jako składowa obrębu Rusinowa) włączone do Wałbrzycha. 10 kwietnia 1970 niezamiszkaną część obrębu Rusinowa o powierzchni 574 ha (bez Rusinowej i Kozic) wyłączono z Wałbrzycha, włączając ją do gromady Dziećmorowice w powiecie wałbrzyskim.